# Masacre de Riotinto
El 4 de febrero de 1888, tropas del Regimiento Pavía y guardias civiles españoles dispararon contra una multitud de mineros de la Rio Tinto Company Limited que protestaban en el municipio de Minas de Riotinto contra el exceso de humos provocado por la actividad minera, matando a 13 personas e hiriendo a 35. 

## Contexto

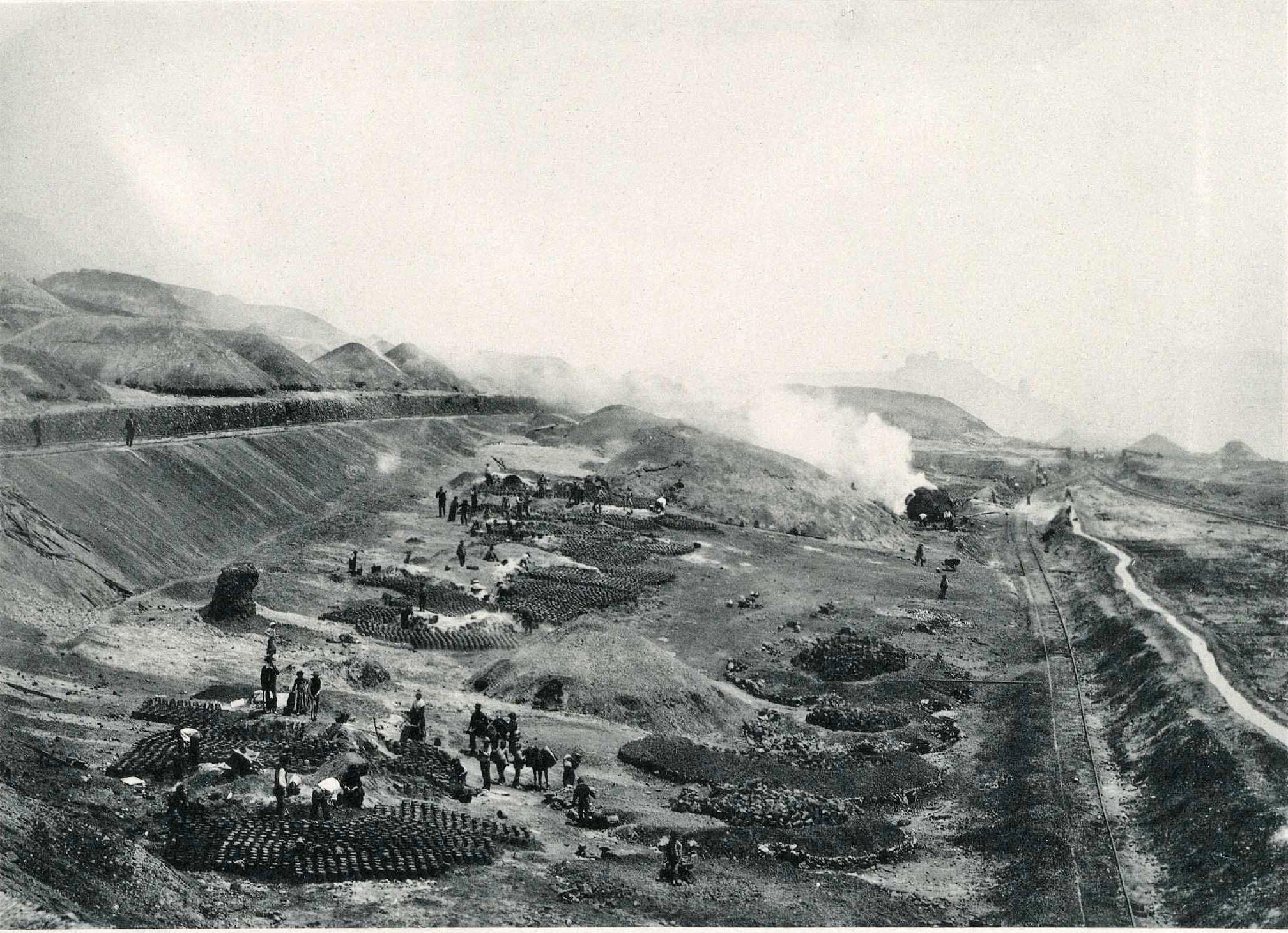
Vista de las teleras y las calcinaciones de mineral, 1892.

A principios de 1888, los agricultores de la Liga Antihumista y los trabajadores de Minas de Riotinto se unieron para protestar contra la práctica de la empresa de calcinar pirita al aire libre en altos hornos, práctica que impedía trabajar ciertos días y causaba pérdidas en la economía familiar de mineros y campesinos.  Era una alianza novedosa, ya que la Liga Antihumista deseaba poner fin a la quema desaforada de mineral, basándose en los daños económicos que los vapores tóxicos causaban en sus jornales. Por su parte, los mineros entendían su necesidad y estaban dispuestos a aceptarla a cambio de recompensas salariales por los períodos en los que el humo impedía el trabajo. Los líderes anarquistas compartían objetivos más importantes a largo plazo: deponer los intereses capitalistas extranjeros y utilizaron la cuestión de los humos para defender una oposición de clase en las minas de Riotinto. A partir de enero, la Liga Antihumista financió al militante anarquista Maximiliano Tornet para incitar a los trabajadores a la acción, lo que resultó en demandas de mejores salarios y condiciones. Otros grupos anarquistas de la zona prometieron su apoyo para luchar contra la empresa. 
El día 1 de febrero de 1888 se inició una huelga entre los mineros de Riotinto por motivos laborales, huelga que se extendió en los días siguientes a otros ámbitos, en apoyo de las cuestiones laborales y en defensa de cuestiones ambientales. Los mineros rechazaban el sistema de beneficio del cobre que también tenía como consecuencia pérdidas salariales, ya que no se cobraba cuando no se podía trabajar a causa de los humos. Por su parte, los agricultores, a los que igualmente perjudicaban los humos de las calcinaciones, a través de la Liga Antihumista, cuya organización se sustentaba en especial en el municipio de Zalamea la Real, se preparaban para marchar sobre Riotinto para solicitar a su ayuntamiento que las prohibiera en el término.

## Protesta
La mañana del sábado 4 de febrero de 1888 partieron dos manifestaciones desde dos puntos diferentes. La agrícola salió desde Zalamea la Real encabezada por el alcalde José González; por el industrial José Lorenzo, poderoso terrateniente de Zalamea y por José María Ordóñez Rincón, presidente de la Liga Antihumista. La segunda manifestación, de carácter minero, partió desde Nerva e iba encabezada por el anarquista y líder obrero Maximiliano Tornet; a este grupo se unirían personas procedentes de La Naya y del Alto de la Mesa. 
Al mediodía, sobre las 13:30 horas, ambas manifestaciones convergieron sobre las calles de Minas de Riotinto y sus cabeceras se dirigieron hasta el Ayuntamiento de la localidad para entregar sus peticiones al alcalde. Un inmenso gentío, entre 10.000 y 12.000 personas de todas las edades y profesiones se repartieron por la pequeña localidad minera. Mientras el alcalde hablaba con los representantes de la multitud, el gobernador militar de Huelva y guardias civiles vigilaban la protesta. Los intentos del gobernador militar de dispersar a la multitud solo la indignaron aún más. Los guardias civiles, bajo la amenaza de violencia colectiva, dispararon contra la multitud, matando según el parte oficial a 13 personas e hiriendo a 35.  Otras estimaciones de víctimas varían ampliamente.  Fuentes contrastadas calcularon las víctimas en 45 muertos y entre 70 y 100 heridos.  Fuentes populares y sindicales hablaron desde el mismo momento de la matanza de 200 víctimas mortales.

## Fuerza pública
Se tiene constancia de varios telegramas e informes oficiales para aclarar el número de guardias civiles y militares presentes en Minas de Riotinto en la mañana de la matanza.  La Guardia Civil tenía dispuestos desde el día 3 de febrero, a las 19:00 horas, treinta guardias civiles más un oficial, a los que se sumaban cuatro números de Minas de Riotinto y otros cuatro de Tharsis. Por su parte el Gobernador militar hizo llegar quince soldados de caballería, más otros veinte que llegaron la mañana de los hechos. En total, 39 guardias civiles y 35 soldados.  

## Víctimas

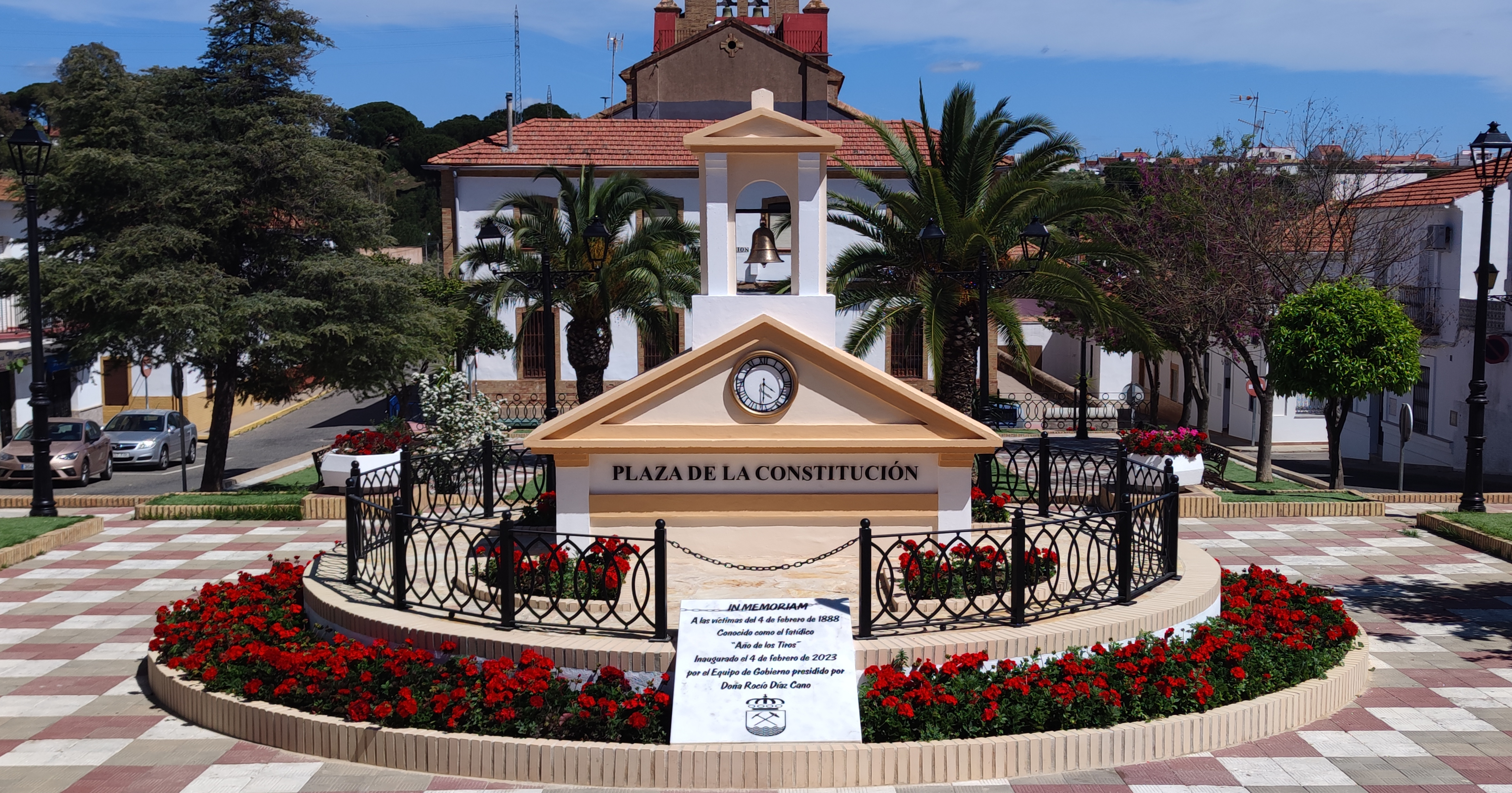
Monumento erigido en 2023 en Minas de Riotinto en conmemoración de las víctimas del «Año de los Tiros».

Entre las víctimas, los informes oficiales identificaron a las siguientes:
- 1. José Alonso Martínez, 24 años, Manzanedo (León), soltero.
- 2. Hermenegildo Fuentes Morán, 44 años, Carvajales de alto (Zamora), casado.
- 3. Pedro Ferrer y Gutiérrez, 19 años, San Fernando (Cádiz), soltero.
- 4. Juan Guzmán Remesal, 30 años, Rábanos de Sanabria (Zamora), soltero.
- 5. Manuel González Romero, 29 años, Jabugo (Huelva), casado.
- 6. Lázaro Bejado Rodríguez, 26 años, Linares (Jaén), soltero.
- 7. Agustín Alonso Barrios, 27 años, Punta de Sanabria (Zamora), soltero.
- 8. Jesús Álvarez, 24 años, Villarello de Cola (Orense), soltero.
- 9. José Lancha López, 55 años, Zalamea la Real (Huelva), casado.
- 10. Francisco Sotillo Centeno, 21 años, soltero.
- 11. Enrique Vizcaíno de los Santos, 21 años, Sanlúcar la Mayor (Sevilla), soltero.
- 12. Lucas Abella Díez, 26 años, Aralla (León), soltero.
- 13. Bernardo Blanco Macedo, 34 años, Badajoz, casado.

Cadáveres
Trece cadáveres fueron identificados y sepultados, pero según los testigos de la época, los muertos fueron entre cien y doscientos, cuyos cadáveres fueron arrojados a las escombreras o a las antiguas minas abandonadas para no dejar rastro. Y los heridos fueron atendidos a escondidas en las propias casas, en pésimas condiciones, por miedo a llevarlos a los hospitales. Eso fue lo que concluyó el trabajo de investigación de Alfredo Moreno Bolaños y Juan Manuel Pérez López, «Testimonios fehacientes sobre el tren de la muerte» (2008), que hablaba de entre 150 y 200 personas asesinadas. 
Sumario
El sumario del llamado caso del Año de los tiros fue sustraído del Tribunal Supremo y la causa judicial abierta quedó archivada. Para María Dolores Ferrero, catedrática e investigadora onubense, todo apuntaba al gobernador civil de Huelva, Agustín Bravo y Joven, y al teniente coronel del Regimiento de Pavía, Ulpiano Sánchez. 

## Consecuencias y legado
Fracasados los objetivos de la protesta, muchos trabajadores onubenses fueron abandonando las posturas anarquistas y abrazando ideas más próximas al socialismo. Ese cambio duraría al menos una década. Los líderes de la protesta, incluido Tornet, abandonaron las minas o fueron expulsados. El anarquismo en la región volvió a adoptar un enfoque más colectivista, con huelgas específicas y selectivas en lugar de huelgas generales. 
Charles E. Harvey, quien escribió una historia de la Compañía Rio Tinto, describió esta protesta como el único ejemplo regional antes de 1900 de acción anarquista basada en confrontar las diferencias de clases (anarquismo "comunista") en contraposición a acciones reformistas basadas en sindicatos (anarquismo "colectivista"). 